# Кент Брокман
Кент Брокман (наст. имя — Кенни Брокельстейн) (англ. Kent Brockman) — персонаж мультсериала «Симпсоны», озвученный Гарри Ширером. Ведущий местных новостей на канале KBBL-TV (Шестой канал).

## Портфолио
Кент Брокман ведет новости на Шестом канале (Скотт Кристиан изначально занимал одно время вместе с Брокманом), программы «Smartline» и «Око Спрингфилда», которая сосредотачивается, главным образом, на новостях развлечения.
Брокман − худший представитель своей профессии; часто поверхностный, карьерист на грани нелепости, имеет большее желание сниматься и делать сенсацию из сентиментальности, эмоции, которые проявляются ради нескольких дополнительных оценок (Как и большинством характеров героев Симпсонов, этика и компетентность Кента изменяются согласно потребностям эпизода). Он иногда устраивает истерики, потому что не может найти определенные продукты, и когда-то беспечно объявил, чтобы оператор новостей уволился на следующее утро. Кажется, злоупотребляет властью на Шестом канале, даже имея большую долю новостей, высказывает собственное мнение (обычно очень радикальное) по текущим проблемам в передаче «Мои два цента». Несмотря на все это, выиграл вереницу вознаграждений СМИ, но больше всего гордится своим неуказанным трофеем от фирмы «Del Monte». Был военным корреспондентом во время Вьетнамской войны, советской войны в Афганистане и войны в Персидском заливе (хотя произнося «Ирак», возможно, путает с войной Ирана-Ирака). Также часто использует ботокс, так как лицо без него становится отвисшим.
У Брокмана есть десятилетние дочь и сын, сестра, являющаяся корреспондентом Белого дома для Си-Эн-Эн, и колли по имени Джессика. Водит синий Мерседес-Бенц S420.
В эпизоде «Dog of Death» Кент выиграл многомиллионный куш в государственной лотерее (130 миллионов долларов) и бросил свою работу. Но он остался, потому что не смог разорвать контракт с каналом. Брокман ведет многолетнюю вражду с Арни Паем, критикует его и даже смеялся над ним, когда узнал, что он якобы погиб. Говорил Арни, что сделал огромные инвестиции, когда Пай жаловался на размер дома Брокмана.
Также характеризован при использовании обычного языка, например, «Это только в, пойдите к черту!». В «Tennis the Menace» было показано, что его «остроумие» обеспечивается микрофоном, наушником и командой коммуникаций в соседнем фургоне. Можно увидеть, что натягивали его лицо и удаляли морщины, прикрепляя прищепку к задней части головы. В дополнение к его карьере телеведущего Брокман пишет колонку для журнала PC, названную «Максимально использующий Ваш Модем.»
Самая известная фраза Брокмана, высказанная им в эпизоде «Deep Space Homer» и повторяющаяся в различных обликах на форумах и в популярной культуре: «И я, со своей стороны, приветствую наших новых повелителей насекомых». Другая известная цитата: «Я сказал это прежде, и я скажу это снова: демократия уже не работает».
В серии 18 сезона «Вы, Кент, всегда говорите, что хотите» Кент Брокман публично в телевизоре сказал очень острое нецензурное слово которое даже FOX не мог прикрыть. А Нед Фландерс выдал Кента и унизил его по полной.